# Der Medicus (Film)
Der Medicus ist ein deutscher Film des Regisseurs Philipp Stölzl aus dem Jahr 2013, der nach dem gleichnamigen Weltbestseller Der Medicus von Noah Gordon gedreht wurde.
Der Film lief am 25. Dezember 2013 in den deutschen Kinos an. Am 29. und 30. Dezember 2014 wurde der Film in einer verlängerten Fassung in zwei Teilen im deutschen Fernsehsender Das Erste gezeigt. Der Film wurde in 21 Ländern verkauft.

## Handlung
Die Handlung ist im 11. Jahrhundert angesiedelt, als die Heilkunde und deren Lehre in Persien wesentlich fortgeschrittener ist als in ganz Europa. Robert Cole hat eine außergewöhnliche Gabe: Er kann fühlen, wenn jemand unbehandelt eine ungünstige Prognose hat und der Tod kurz bevorsteht. Diese Vorahnung erfährt er das erste Mal als kleiner Junge bei seiner von der Seitenkrankheit betroffenen Mutter. Hilflos muss er zusehen, wie sie daran stirbt. Auf sich allein gestellt, schließt sich der junge Waise einem fahrenden Bader an, der ihm, neben den üblichen Taschenspielertricks, auch die Grundlagen der mittelalterlichen Heilkunde nahebringt, wie den Aderlass oder Zähneziehen. Schon als Lehrling erkennt Rob die Grenzen dieser einfachen Praktiken. Als der Bader erblindet, sucht Rob mit ihm in einer jüdischen Siedlung einen richtigen Medicus auf. Dieser heilt den Bader mittels eines Starstiches vollständig. Währenddessen spricht Rob mit den Jungen Jesse und Benjamin und anderen Mitgliedern der Siedlung und erfährt einiges über die jüdischen Sitten und Gebräuche. Beim gemeinsamen Schabbatmahl sieht er zum ersten Mal eine Weltkarte und hört von dem berühmten Universalgelehrten Ibn Sina, der im fernen Persien Medizin lehrt. Begeistert beschließt er, sich dort zum Arzt ausbilden zu lassen. Der Arzt, Wissenschaftler und Philosoph Ibn Sina, latinisiert Avicenna, leitet in Isfahan die bedeutendste Schule für angehende Mediziner der damaligen Welt. Im dortigen Kalifat ist allerdings die Ansiedelung von Christen nicht mehr erlaubt, nur Juden werden noch toleriert.
Bei der Ankunft in Ägypten gibt sich der Christ Rob als Jude aus, um in Persien studieren zu können. Dazu nimmt er unter nächtlichem Sternenhimmel an sich selbst eine Beschneidung vor. Unter dem Namen Jesse Ben Benjamin schließt er sich einer Karawane nach Isfahan an, in der auch Rebecca mitreist, die ihm die Geschichten von Aladin und Sindbad aus einem Buch vorliest. Als sie von einem Wüstensturm überrascht werden, scheinen nur Rob und ein weiterer Mann überlebt zu haben. Auch der Begleiter stirbt, und Rob kommt halbverdurstet allein in Isfahan an. Zwar wird er zunächst in Ibn Sinas Schule abgewiesen, doch als ihm ein Wächter eine Kopfverletzung zufügt, wird er als Patient aufgenommen. Ibn Sina behandelt ihn persönlich und ermöglicht ihm die Aufnahme in die Studentengruppe.
Im Bimārestān Ibn Sinas wird er in den Grundlagen damaliger wissenschaftlicher Medizin wie auch der Philosophie von Aristoteles ausgebildet. So erlernt Rob die Anamnese und medizinische Untersuchung inklusive der Pulsdiagnose, den Einsatz der analgetischen Wirkung von Opium sowie kleinere chirurgische Eingriffe. Als eine Pestepidemie in der Stadt ausbricht und Tausende vom Tode dahingerafft werden, bleiben die Mediziner an der Seite der Patienten. Nach und nach werden dabei wichtige Grundsätze der Hygiene entdeckt und umgesetzt. So erkennt Rob, dass Rattenflöhe als Überträger des Schwarzen Todes infrage kommen. Nach Eindämmung der Ratten gelingt es in Isfahan, die Pest zu überwinden. Er trifft Rebecca wieder, die als Ehefrau an den älteren Bar Kappara „verkauft“ wurde. Sie erkrankt an der Pest, doch ihr Mann flüchtet vor der Krankheit aus der Stadt und lässt sie zurück. Während der Pflege von Rebecca flammt Robs Leidenschaft für sie erneut auf. Sie wird von ihm schwanger, will die Liebe zu Rob ihrem Mann gegenüber nicht vertuschen und erwartet ihre Bestrafung nach jüdischem Recht.
Währenddessen erzählt der Schah Rob, wie er von seinem Vater zu einem gefühlskalten Diktator erzogen wurde. Er möchte den „Engländer“, wie er ihn nennt, als Freund gewinnen und lädt ihn ein, zur Löwenjagd mitzukommen, lässt ihn jedoch prompt fortschicken, als dieser keinerlei Freude an den dekadenten Zerstreuungen des Palasts – Opiumrauchen und Haremsdamen – zeigt.
Rob ist stattdessen besessen davon, die menschliche Anatomie präziser zu studieren. Ein Konflikt entzündet sich an der ethischen Beurteilung der Obduktion am menschlichen Leichnam, die Ibn Sina scheut, da sie von den Religionen streng verboten ist. Von Quasim, einem an der Seitenkrankheit dahinscheidenden Zoroastrier, erfährt Rob, dass in dessen Religion der verstorbene Körper nicht intakt bleiben müsse. Heimlich führt Rob bei ihm eine Obduktion durch, um seine anatomischen Kenntnisse zu vertiefen, wobei er den entzündeten Wurmfortsatz als Todesursache entdeckt. Allerdings werden seine Forschungen aufgedeckt. Er und sein Meister werden verraten und vor dem Gericht der Mullahs zum Tode verurteilt. Sie werden gerettet, da sie beim Schah eine Blinddarmoperation unter Betäubung durchführen sollen: Die Seitenkrankheit wird besiegt.
Zeitgleich wird Isfahan durch Mullahs an die Seldschuken verraten und soll von ihnen erobert werden, um die Juden und weltliche „Gotteslästerer“, wie Ibn Sina, aus der Stadt zu vertreiben oder zu töten. Im Chaos der Kämpfe können Rob und Ibn Sina nur knapp dem Tod entkommen. Nachdem eine Menge die Klinik zerstört, die Mitarbeiter ermordet und Lehrschriften in Brand gesteckt hat, begeht Ibn Sina Suizid durch Vergiftung. In der brennenden Bibliothek vertraut er vor seinem Tod dem Schüler noch sein medizinisches Vermächtnis an und nennt ihn Hakim Rob Cole.
Zum Dank für die gelungene Operation verhilft der Schah vielen Juden unter Robs Führung zur Flucht aus der Stadt. Er und Rebecca, die in letzter Sekunde vor der vom Ältestenrat beschlossenen Steinigung wegen Ehebruchs gerettet werden kann, suchen eine Heimat, wo die Heilkunst praktiziert werden und das gemeinsame Kind aufwachsen kann. In der Schlussszene erfährt Coles erster Lehrmeister, der Bader, von einem in London eröffneten Krankenhaus, das, wie der Alte erschließt, von seinem zurückgekehrten ehemaligen Schüler und dessen Frau geführt wird. Daraufhin macht er sich auf den Weg zu dem Krankenhaus.

## Romanvorlage
Noah Gordons historischer Roman The Physician (Originaltitel) erschien 1986 im Verlag Simon & Schuster und ist der erste Band einer Trilogie, die mit fiktiven Geschichten von Rob Cole, dessen Familie und seinen Nachfahren den Fortschritt der Medizin beschreibt. Die Fortsetzungen sind Der Schamane (Shaman) und Die Erben des Medicus (Matters of Choice). 1987 erschien Gordons The Physician in Deutschland unter dem Titel Der Medicus und wurde zu einem internationalen Erfolg. Allein im deutschsprachigen Raum wurden die Abenteuer von Rob Cole über sechs Millionen Mal verkauft. Der Film entfernt sich jedoch in weiten Teilen von der Vorlage, viele Rollen wurden anders umgesetzt als im Buch beschrieben (der Bader, Karim) oder komplett weggelassen (die schottische Christin Mary Cullen wurde durch die Jüdin Rebecca ersetzt). Auch der Verlauf der Geschichte wurde stark geändert: Für Mary wurde keine Ehe arrangiert, sie reist mit ihrem Vater, die religiösen Konflikte erfahren in der Filmfassung als Kampf zwischen fundamentalistischen islamischen und toleranteren Auffassungen eine Aktualisierung.

## Fakten und Fiktion
Die facettenreiche Darstellung vermittelt nicht zuletzt durch die Herstellung eines Bezugs zur historischen Person von Ibn Sina und durch genaue Ortsangaben den falschen Eindruck einer Realitätsnähe; Drehbuch und Film enthalten mehr fiktive Elemente als die Vorlage:
- Die historische Person des Ibn Sina wird in einen politisch-religiösen Kontext gestellt, ohne Bezug zur historisch überlieferten Realität. So hat er keinen Selbstmord in seiner brennenden Bibliothek begangen, wie es im Film dargestellt wurde, sondern starb im Juni 1037 im Alter von 57 Jahren entweder an der Ruhr oder an Darmkrebs.[5]
- Isfahan wurde erst 1047 und 1050 von den Seldschuken belagert, nachdem Schah Ala ad-Daula Muhammad 1041 verstorben war.
- Zwischen dem 8. und 13. Jahrhundert, das heißt also auch zu Zeiten des historischen Avicenna, wütete keine Pest.[6]
- Im Schlussbild wird London mit dem Tower gezeigt. Der Tower wurde aber erst nach der normannischen Eroberung gebaut. Die gezeigte Kernburg (White Tower) in Steinbauweise entstand sogar erst ab 1080, also Jahrzehnte nach Rob Coles fiktiver Heimkehr ins damals noch angelsächsische England.

## Produktion
Wolf Bauer und Nico Hofmann waren die Produzenten hinter dem Großprojekt. Es handelte sich um eine deutsche Produktion der mit ihrem Hauptsitz in Babelsberg ansässigen UFA Cinema, in Koproduktion mit der ARD Degeto und Beta Cinema. Ausführender Produzent war Sebastian Werninger, Producer ist Ulrich Schwarz. Christine Strobl war Koproduzentin (ARD Degeto), die Redaktion lag bei Roman Klink (ARD Degeto). Gefördert wurde die Filmadaption von Der Medicus durch den Deutschen Filmförderfonds, die Film- und Medienstiftung NRW, die Mitteldeutsche Medienförderung, die Filmförderungsanstalt (FFA) und das Medienboard Berlin-Brandenburg.
Wolf Bauer und Nico Hofmann sagten über die Produktion: „Wir sehen ‚Der Medicus‘ in der Tradition europäischer Großproduktionen wie ‚Das Geisterhaus‘, ‚Der Name der Rose‘, ‚Das Parfüm‘ oder ‚Die Päpstin‘. Das Buch ist einer der letzten unverfilmten großen Megaseller unserer Zeit und nicht nur die Vorlage für einen emotionalen und großen Abenteuerfilm, sondern auch ein modernes Plädoyer für ein friedliches Miteinander und religiöse Toleranz. Wir freuen uns sehr, dass wir mit Philipp Stölzl einen der besten deutschen Regisseure und Garanten für eine großformatige und opulente filmische Umsetzung für den Film verpflichten konnten und sind uns sicher, dass mit ihm, dem starken internationalen Cast und seinem wunderbaren Team ein Film entstehen wird, der dem spannenden wie bildgewaltigen Roman in nichts nachsteht und weltweit die Zuschauer begeistern wird.“
Die Kostüme verantwortete Thomas Oláh, die Maske Heike Merker.
Die Dreharbeiten erstreckten sich über rund 60 Drehtage in Kölner Studios sowie mit Außenaufnahmen in Sachsen-Anhalt, Thüringen und Marokko.
Für die aufwendigen Studiodreharbeiten wurden in den Hallen der MMC Studios Köln unter anderem der Schah-Palast und das Krankenhaus im persischen Isfahan nachgebaut.
Das England des 11. Jahrhunderts entstand in Mitteldeutschland: Sachsen-Anhalt und Thüringen boten mit Städten und Landschaften um Burg Hanstein im Eichsfeld, Heilbad Heiligenstadt, Quedlinburg, Oberharz am Brocken (Elbingerode), Querfurt und Timmenrode hervorragende mittelalterliche Kulissen. So verwandelten sich deutsche Landschaften wie der Harz in eine englische Feld- und Küstenlandschaft.
Außenaufnahmen in vor Ort gebauten Filmkulissen und Originalschauplätzen der Sahara und in der marokkanischen Filmstadt Ouarzazate komplettieren die Bilder der orientalischen Welt. Außerdem produzierte in der Postproduktion die Spezialeffekt-Firma Pixomondo für das Epos auf Grundlage des Romans die persische Stadt Isfahan sowie weitere visuelle Effekte für Szenen der Handlungsorte in England, Ägypten und in der Wüste.
Die Filmmusik von Komponist Ingo Ludwig Frenzel wurde vom Deutschen Filmorchester Babelsberg eingespielt.

## Synchronisation
Die deutschsprachige Synchronisation des Films entstand bei der Film- & Fernseh-Synchron in Berlin. Verfasser des Dialogbuchs war Michael Schlimgen, Dialogregie führte Christoph Cierpka.
| - Rob Cole: Julian Manuel - Rebecca: Janin Stenzel - Bader: Douglas Welbat - Ibn Sina: Peter Matić - Karim: Elyas M’Barek - Davout Hossein: Fahri Yardım - Mirdin: Timmo Niesner - Bar Kappara: Wolf Frass - Rob Cole als Kind: Ben Hadad - Agnes Cole: Elisabeth Günther - Abolquasem: Matthias Rimpler - Bibliothekar: Thomas Hailer | - Despina: Dela Dabulamanzi - Imam: Friedhelm Ptok - Mano Dayak: Tilo Schmitz - Mirdins Mutter: Kornelia Boje - Mirdins Vater: Elmar Gutmann - Mönch: Olaf Reichmann - Mullah: Karim Chamlali - Priester: Frank Röth - Quasim: Hasso Zorn - Rabbi: Frank-Otto Schenk - Tughrul: Oliver Stritzel |

## Rezeption

### Zuschauer
Der Medicus wurde in Deutschland zu einem großen Erfolg. Nach einem guten Start am 25. Dezember 2013 schob sich der Film mit 640.000 Besuchern am zweiten Kinowochenende auf Platz 1 der deutschen Kinocharts. Im Jahr 2013 wurden bundesweit 1.117.458 Besucher an den deutschen Kinokassen gezählt, womit der Film den 30. Platz der meistbesuchten Filme des Jahres belegte. Insgesamt erreichte Der Medicus Ende Januar 2014 die Marke von drei Millionen Zuschauern. Bei Produktionskosten von 26 Millionen Euro sind in Deutschland 42,2 Millionen Dollar eingespielt worden.

### Kritiken
„Regisseur Philipp Stölzl hat sich der großen Herausforderung einer würdigen filmischen Umsetzung des Weltbestsellers von Noah Gordon gestellt und die Aufgabe mit Bravour gemeistert. Große Emotionen, begeisternde Landschaftspanoramen, eine prächtige Ausstattung und ein mitreißender Score sorgen für eine sinnliche und epische Stimmung, die zusätzlich von den Leistungen der großartigen Darsteller eingelöst wird. Deutsche und internationale Stars, wie Fahri Yardim, Elyas M’Barek, Ben Kingsley und Stellan Skaarsgaard, verkörpern ihre Rollen glaubhaft und stimmig. In der Hauptrolle ist Tom Payne die Idealbesetzung des Titelhelden, dem der Zuschauer in eine fremde faszinierende Welt folgt. Philipp Stölzl ist mit DER MEDICUS eine gewaltige epische Literaturverfilmung gelungen, die sich mit internationalen Produktionen messen kann. Ein opulentes Leinwanderlebnis.“

„Dass der Film so stark ins Episodenhafte verfällt und das literarische Epos auf zwei, drei griffige Konstellationen und Konflikte reduziert – Kingsleys Sina als Mann der Aufklärung, fundamentalistische Horden, die junge Liebe –, hat einen Grund. Koproduziert wurde „Der Medicus“ unter anderem von der ARD-Firma Degeto: Man ahnt, dass der fraglos schön anzusehende Film im Kino nur Fragment ist und Weihnachten 2014 wohl eine Fernsehausstrahlung als Event-Mehrteiler folgen wird. Vielleicht macht „Der Medicus“ dann ja mehr Sinn und mehr Spaß.“

„Den Konflikt zwischen wissenschaftlichen und religiösen Wahrheitsansprüchen arbeitet Stölzl im konventionellen Gut-Böse-Schema heraus und presst damit den historischen Stoff ein wenig zu deutlich in die antifundamentalistischen Denkformate der Post-Nine-Eleven-Ära. Dem gegenüber steht das offene filmische Bekenntnis zum Eskapismus, mit dem sich 'Der Medicus' an Klassiker wie 'Lawrence von Arabien' anlehnt.“

„Die Adaption des Bestsellers „Der Medicus“ stellt unter Beweis, dass auch abseits der Hollywood-Industrie bildgewaltige Historienfilme möglich sind, die von einer klassischen Heldenreise erzählen. Zu einem herausragenden Genrebeitrag avanciert Philipp Stölzls Mittelalterepos trotz beeindruckender Schauwerte und vorwiegend überzeugender Darsteller aber nicht.“

„Stölzl hat die verschiedenen Handlungselemente und Motive, die im Roman oft unverbunden nebeneinanderstehen, viel stärker verzahnt. Sein „Medicus“ bietet nicht nur opulente Schauwerte, sondern auch einen Handlungsbogen, der die nüchterne Erzählweise des Buches mit Spannung und Emotionen auflädt. […] Die Handlung erscheint nun viel plausibler. […] In atmosphärisch bestechenden Bildern lässt er die archaische Lebenswirklichkeit des dunklen Mittelalters lebendig werden. […] Stölzl hat nicht nur die epische Handlung sinnvoll verdichtet, er hat mit Tom Payne auch einen überzeugenden, nahezu unbekannten Hauptdarsteller gefunden, dessen Mission der Zuschauer gebannt folgt. Der größte Besetzungscoup ist ihm allerdings mit Ben Kingsley in der Rolle des weisen Ibn Sina geglückt. […] Mit „Der Medicus“ wollte Produzent Nico Hofmann („Der Turm“) beweisen, dass auch in Deutschland monumentales Kino auf Weltniveau möglich ist. Das ist ihm auf beeindruckende Weise gelungen.“

### Auszeichnungen
- 2014: Bogey Awards: ein Bogey in Silber für 2 Millionen Besucher innerhalb von 20 Tagen und zwei Bogeys für mehr als 1000 Besucher pro Kopie am Startwochenende und 1 Mio. Besucher in 10 Tagen[23]
- 2014: Goldene Leinwand für 3 Millionen Besucher[15]